# Villers-sur-Coudun
Villers-sur-Coudun é uma comuna francesa na região administrativa de Altos da França, no departamento de Oise. Estende-se por uma área de 6,39 km². Em 2010 a comuna tinha 1 454 habitantes (densidade: 227,5 hab./km²).